# پرچم داکوتای جنوبی
پرچم داکوتای جنوبی در ۳ فوریه ۲۰۱۴ پذیرفته شد.